# 霞ヶ浦海軍航空隊

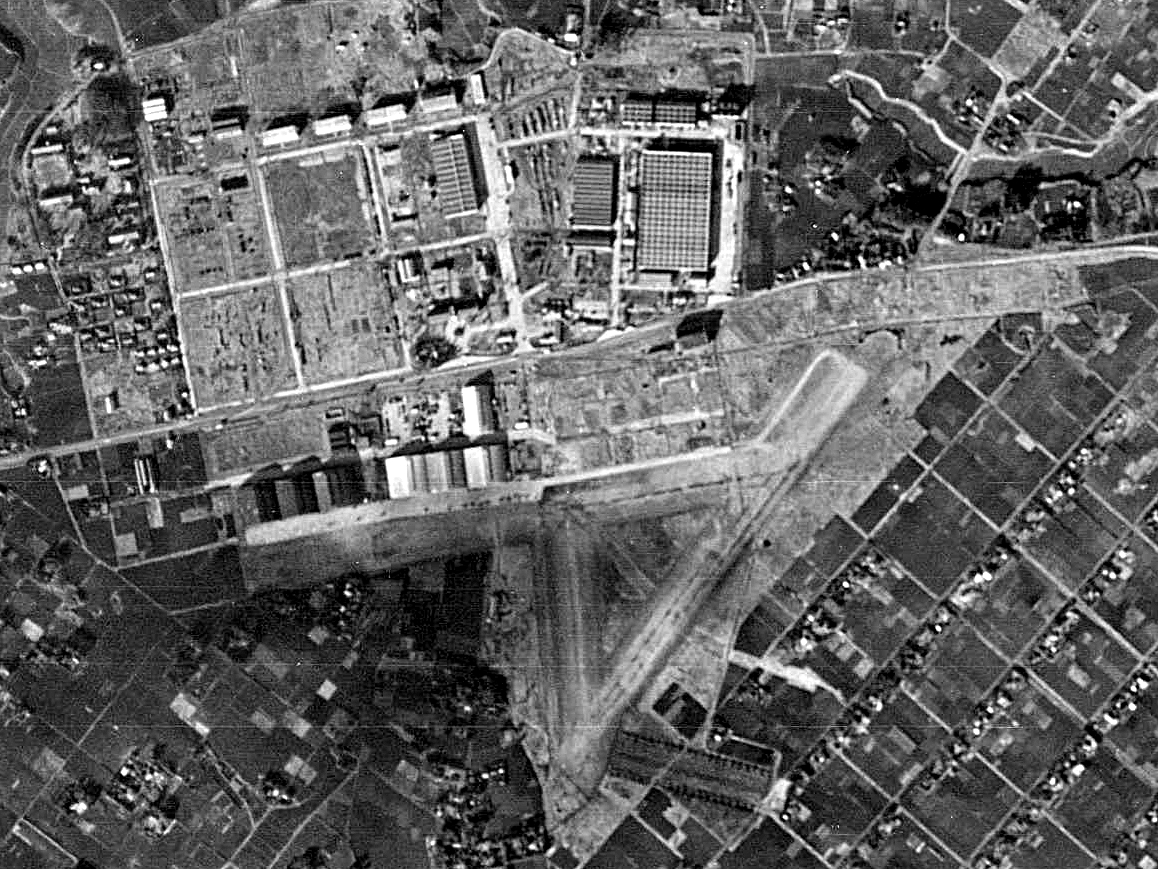
霞ヶ浦飛行場の空中写真（1947年）

霞ヶ浦海軍航空隊（かすみがうら かいぐんこうくうたい）とは、1922年（大正11年）大日本帝国海軍で3番目に設立され、1945年（昭和20年）の終戦まで存続した航空部隊。航空隊要員の操縦教育を担当した。

## 歴史
1917年（大正6年）ヨーロッパ視察から帰国した金子養三中佐は、海軍航空隊も水上機基地だけではなく陸上飛行場を持つべきだと考えた。阿見原と呼ばれていたこの地は、陸上機の練習場としても、霞ヶ浦を利用しての水上機の練習場としても適していると考えた。1920年（大正9年）から整地・湖岸の埋め立てが行われ、1921年（大正10年）7月霞ヶ浦飛行場が完成した。同年9月から翌年10月までセンピル教育団による講習が行われ、日本海軍航空隊の技術は大きく前進した。講習が終わった11月1日、霞ヶ浦海軍航空隊が開設され、同月から終戦に至るまで搭乗員養成の飛行教育が行われた。
1929年（昭和4年）3月14日には石岡大火が発生し、消火活動のため出動した。同年8月19日には世界一周中の飛行船、ツェペリン伯号が来航し、係留中の4日間に20万人の見物人が押し寄せた。また1931年（昭和6年）8月にはチャールズ・リンドバーグが来隊した。1939年（昭和14年）から短期間ではあったが、予科練教育も行われた。

### 沿革
- 1921年（大正10年）
  - 4月 - 工事中の阿見原に臨時海軍航空術講習部（センピル教育団による講習を受講する被教育隊）本部設置
  - 7月22日 - 霞ヶ浦飛行場開場
  - 同年9月 - 翌年10月までセンピル教育団による講習実施
- 1922年（大正11年）11月1日 - 霞ヶ浦海軍航空隊開隊
  - 同年11月27日 - 第7期航空術学生卒業
  - 同年12月8日 - 第3期航空術練習生、9日第8期航空術学生教育開始
- 1923年（大正12年）2月7日 - 第4期航空術練習生（機上作業員-のちの偵察練習生）教育開始
- 1925年（大正14年）2月24日 - 操縦は第7期より飛行練習生に、偵察は第8期より偵察練習生と改正
- 1929年（昭和4年）11月19日 - 昭和天皇が陸軍特別大演習参加後に航空隊を視察。同日宿泊[2]。
- 1930年（昭和5年）12月20日 - 偵察練習生教育（第17期）を横須賀空に移す
- 1932年（昭和7年）12月1日 - 兵器整備術練習教育を横須賀空に移す
- 1934年（昭和9年）
  - 6月20日 - 友部分遣隊を設置（のちの筑波空）
  - 10月20日 - 整備学生、高等科整備術練習生教育を横須賀空に移す
- 1938年（昭和13年）
  - 5月11日 - 鹿島空開隊、水上機基地機能移転
  - 12月15日 - 谷田部分遣隊設置（のちの谷田部空）、 同日、第11海軍練習連合航空隊に編入
- 1939年（昭和14年）
  - 3月1日 - 横須賀空より海軍飛行予科練習生教育を移す、予科練習部設置（甲飛第2期、3期、乙飛第8期、9期、10期移転）
  - 4月1日 - 甲飛第4期264名入隊（7期まで）
  - 6月1日 - 乙飛第11期393名入隊（14期まで）
- 1940年（昭和15年）
  - 10月1日 - 丙飛第1期33名入隊（次期より土浦空入隊）
  - 11月15日 - 予科練教育を土浦空に移す、普通科整備術練習生教育を横須賀空に移す
- 1943年（昭和18年）2月1日 - 練習連合航空総隊司令部を設置
- 1945年（昭和20年）
  - 5月5日 - 第10航空艦隊直卒となる
  - 8月3日 - 第15海軍練習連合航空隊編入

## 司令官および司令
- 田尻唯二 少将：1922年11月1日 - 1923年11月6日
- 小松直幹 少将：1923年11月6日 - 1925年10月20日
- 安東昌喬 少将：1925年10月20日 - 1927年12月1日
- 枝原百合一 少将：1927年12月1日 - 1929年11月30日
- 小林省三郎 少将：1929年11月30日 - 1931年12月1日
- 佐藤三郎 少将：1931年12月1日 - 1933年10月3日
- 和田秀穂 少将：1933年10月3日 - 1934年6月1日
- 河村儀一郎 少将：1934年6月1日[3] -
- 片桐英吉 少将：1935年11月15日 - 1937年12月1日
- 堀江六郎 少将：1937年12月1日 - 1938年12月15日
- 大野一郎 少将：1938年12月15日 - 1940年10月15日
- 竹中龍造 大佐：1940年10月15日 - 1941年3月15日
- 千田貞敏 大佐：1941年3月15日 - 1942年11月1日
- 山田道行 少将：1942年11月1日 - 1943年1月20日
- 伊藤良秋 大佐：1943年1月20日 - 1943年8月9日
- 三木森彦 少将：1943年8月9日 - 1944年2月1日
- 古川保 大佐：1944年2月16日 - 1944年9月1日
- （兼）野元為輝 大佐：1944年9月1日 - 1944年12月15日

- （兼）城島高次 少将：1944年12月20日 - 1945年1月6日

## 主力機種
- アブロ式陸上/水上練習機…センピル教育団が持ち込んだ最初期の練習機の一つ。
- スパローホーク戦闘機…センピル教育団が持ち込んだ最初期の練習機の一つ。
- 一〇式艦上戦闘機…最初の準国産戦闘機。長らく練習機として使用された。
- 一〇式自由気球…繋留気球や飛行船の操縦訓練に使用されたガス気球。
- 三式艦上戦闘機…一〇式艦戦の後継機。太平洋戦争前まで初歩練機として使用された。
- 三式陸上初歩練習機…アブロ式の後継機。三式艦戦と同じく太平洋戦争前まで使われた。
- 九〇式艦上戦闘機…ボーイング100Dを元に製造された国産戦闘機。太平洋戦争初期まで練習機として使われた。
- 九〇式機上作業練習機…最初の機作練。太平洋戦争初期まで使われた。
- 九〇式水上偵察機…一五式水偵の後継機。後の土浦空である霞空水上機練習部で使用された。
- 九三式中間練習機…中期〜後期にかけて全般的に使われた中練機。「赤とんぼ」の愛称で親しまれた。
- 九五式艦上戦闘機…九〇式艦戦の後継機。太平洋戦争初期まで練習機として使われた。
- 九六式艦上戦闘機…海軍初の全金属製単葉戦闘機。太平洋戦争初期から終戦まで練習・哨戒・防空などに使用された。
- 零式艦上戦闘機（零式練習戦闘機）…太平洋戦争の主力戦闘機。教官・教員の技倆保持用の機体や複座型の練習機など多数が使用された。
- 二式練習用戦闘機…九六式艦戦の複座練習機版。
- 若櫻…日本小型飛行機が開発した高速曳航・無制限曲技滑空機。九三中間練や九七艦攻に曳航されて使用された。
- 白菊…九〇機作練の後継機。終戦まで使用された。
- 若草…日本小型飛行機が開発した高等滑空訓練機。